# Фернанда Кастийо
Мария Фернанда Кастийо Гарсия (на испански: Maria Fernanda Castillo Garcia) е мексиканска актриса.

## Биография
Родена е в Сонора, Мексико на 24 март, 1982 г. От 2000 до 2003 учи в CEA (Center of Artistic Education) към Телевиса. Изявява се в киното, театъра и телевизията. Участва в теленовели като „Моята съдба това си ти“ (2000), „La Vias del amor“ (2002), „КЛАП, мечти за слава“ (2003), „Най-красивата грозница“ (2006), „Дестилирана любов“ (2007), „Тереса“ (2010), „Смела любов“ (2012), където си партнира с актьори като Силвия Наваро, Лаура Кармине, Летисия Калдерон и Кристиян де ла Фуенте. През 2013 г. изпълнява главната отрицателна роля в „Господарят на небето“. Има роли и в няколко епизода от сериала „Жени убийци“. Получава награда за най-добра млада актриса за ролята си в теленовелата „Дестилирана любов“ на наградите Premios Tv y Novelas.

## Филмография
- Островът на тайните (Isla brava) (2023) – Лусия
- Господарят на небесата (El Senor de los cielos) (2013-2017) – Моника Роблес
- Смела любов (Amor bravio) (2012) – Вивиана дел Вале
- Тереса (Teresa) (2010) – Луиса де ла Барера
- Дестилирана любов (Destilando amor) (2007) – Даниела Монталдо
- Най-красивата грозница (La fea mas bella) (2006) – Моника
- КЛАП, мечти за слава (CLAP, el lugar de tus suenos) (2003) – Камила
- La vias del amor (2002) – Моника Лойола
- Моята съдба това си ти (Mi destino eres tu) (2000)

## Телевизия
- Жени убийци (Mujeres asesinas) (2013) – Леонора Фернандес – епизод „Leonora enganada“
- Morir en Martes (2011)
- Como dice el dicho (2011) – Аура
- Жени убийци (Mujeres asesinas) (2010) – Джоана Паласиос – епизод „Eliana cunada“
- Mujer casos de la vida real (2002/05)

## Кино
- Deficit (2007)
- Corazon marchito (2007) – Карина

## Театър
- Habitar bajo vidrio (2011)
- Los Monólogos de la Vagina (2010)
- Hoy no me puedo levantar ... María (2006/09)